# زولت لازار
زولت لازار (بالمجرية: Lázár Zsolt)‏ هو لاعب كرة قدم مجري في مركز الوسط، ولد في 7 نوفمبر 1985 في Marghita ‏ في رومانيا. لعب مع دوناكانيار-فاك ونادي بودابست هونفيد.

## وصلات خارجية
- زولت لازار على موقع اتحاد المجر (الهنغارية)
- زولت لازار على موقع قاعدة بيانات كرة القدم.إي يو (الإنجليزية)
- زولت لازار على موقع Soccerway.com (الإنجليزية)